# Nicolae Hozan
Nicolae I. Hozan (n. 8 iulie 1893, Viena – d. 15 februarie 1975 la Sibiu) a fost medic primar ginecolog, participant la formarea Comitetului național al Sfatului soldaților și ofițerilor români de la Viena și participant la Marea Adunare Națională de la Alba Iulia. Pentru activitatea depusă în perioada 1918 – 1919, a fost decorat cu Ordinul Ferdinand I.

## Biografie și familie
S-a născut la Viena în 8 iulie 1893.  A fost fiu al doctorului Ion Hozan, mama lui fiind casnică. Fratele lui a fost avocatul Ionel Hozan. În luna aprilie a anului 1909 , rămâne orfan de ambii părinți, iar tutorii săi au fost medicul dr. Lazăr Popovici – medic balneolog la Viena, apoi medic șef al orașului Sibiu și dr. Marius Sturza – medic balneolog la Viena, devenit profesor de balneologie la Facultatea de Medicină din Cluj. În 1924 s-a stabilit definitiv la Sibiu și s-a căsătorit cu Felicia Vulcu, cu care va avea un fiu, pe nume Nicolae N. Hozan.

## Studii
Școala primară o urmează în orașul natal. Studiile liceale le face la Liceul Andrei Șaguna din Brașov, unde tatăl său s-a retras pentru a-și crește copiii în spiritul școlii românești. În clasa a VI-a de liceu, rămânând orfan, tutorii îl mută la liceul din Beiuș, unde va susține examenul de bacalaureat. În 1912 se înscrie la Facultatea de Medicină din Viena. Ca student, a făcut parte din Societatea Academică Studențească România Jună. În contextul izbucnirii  Primului Război Mondial și-a întrerupt studiile deoarece s-a înrolat în armata austro-ungară. După terminarea războiului își va continua studiile, luându-și doctoratul în medicină în anul 1922. Tot în Austria, la Viena se specializează în ginecologie și obstetrică.

## Viața și activitatea
La începutul războiului, în 1914, este înrolat în armata austro-ungară și trimis pe frontul din Tirol, unde devine sublocotenent sanitar. În toamna anului 1918, s-a întors în România, la Sibiu, unde s-a înrolat în Garda Națională Română. În cadrul acesteia a contribuit la pregătirea sibienilor pentru participarea la Adunarea Națională de la Alba Iulia. A participat la Marea Adunare de la Alba Iulia din 1 decembrie 1918, apoi a fost activist în Legiunea Română din județul Sibiu. A contribuit la formarea Comitetului național al Sfatului soldaților și ofițerilor români din Viena, depunând jurământul de credință țării românești în 4/17 noiembrie 1918, în cadrul unei întâlniri. Nicolae Hozan a însoțit delegații de la Sibiu care au ajuns în dimineața zilei de 1 decembrie la Alba Iulia. A fost activist de frunte al ASTREI, al departamentului din Sibiu.  În 1924 s-a întors în țară, stabilindu-se definitiv la Sibiu. A activat ca medic de specialitate ginecolog-obstetrician, apoi ca medic primar la Ministerul Sănătății și la Serviciul Sanitar al CFR-Sibiu, până în 1969, când se pensionează. În ciuda pensionării își continuă activitatea în cadrul policlinicii cu plată până la finalul anului 1974,  cu două luni înainte de moarte. A fost timp de 20 de ani, în mod onorific, medicul internatului de fete ASTRA. A participat la organizarea Zilelor medicale de la Sibiu și a făcut parte din comitetul de redacție al revistei Sibiul medical. A murit la 15 februarie 1975 la Sibiu, unde este și înmormântat.	